# 鹡鸰扇尾鹟
鹡鸰扇尾鹟（学名：Rhipidura leucophrys）是扇尾鹟科的一种，分布于澳大利亚、新几内亚、所罗门群岛、俾斯麦群岛以及印度尼西亚东部地区。体长19.0-21.5厘米，体重17–24克。除了腹部、眉部为白色，其余大部分为黑色。以各种小动物为食。目前有三个亚种被确认：
- R. l. leucophrys：分布于澳大利亚中部和南部
- R. l. melaleuca：分布于新几内亚及其附近岛屿
- R. l. picata：分布于澳大利亚北部